# نفتالي ريفيرا
نفتالي ريفيرا (مواليد 22 سبتمبر 1948 - 23 ديسمبر 2017)، هو لاعب كرة سلة بورتوريكي معتزل. بدأ مسيرته الاحترافية في سنة 1969. مثّل منتخب بلاده. شارك في دورة الألعاب الأولمبية الصيفية سنة 1972. حقق المركز الثاني في دورة الألعاب الأمريكية 1975. اعتزل اللعب في 1983. توفي يوم 23 ديسمبر 2017 في مستشفى أوكسيليو موتيو في هاتو راي ببورتوريكو، بعد أن عانى من مضاعفات تنفسية.

## سجل المنافسة
شارك في المنافسات التالية:
- الألعاب الأولمبية الصيفية 1972
- الألعاب الأولمبية الصيفية 1976

## الميداليات
| الميدالية | المسابقة                    |
| --------- | --------------------------- |
| فضية      | دورة الألعاب الأمريكية 1975 |
| فضية      | دورة الألعاب الأمريكية 1971 |

## روابط خارجية
- نفتالي ريفيرا على موقع الاتحاد الدولي لكرة السلة (الإنجليزية)
- نفتالي ريفيرا على موقع سبورتس رفرنس (الإنجليزية)
- نفتالي ريفيرا على موقع أوليمبيديا (الإنجليزية)